# Asperg
Asperg este un oraș în districtul Ludwigsburg, Baden-Württemberg, Germania. Este situat la 15 km nord de Stuttgart și la 4 km vest de Ludwigsburg.